# Emese Tóth (Handballspielerin)
Emese Szilvia Tóth (ungarisch: Tóth Emese; * 3. Oktober 1994 in Szentendre) ist eine ungarische Handball- und Beachhandballspielerin. Sie stand zwischen 2010 und 2019 bei einem Dutzend internationalen Beachhandball-Meisterschaften für Ungarn auf dem Platz und gilt als eine der herausragenden Beachhandball-Defensivspielerinnen ihrer Generation.
Tóth hat an der Technischen und Wirtschaftswissenschaftlichen Universität Budapest studiert. Ihre Schwester Krisztina Tóth ist ebenfalls Handballspielerin. Für Spiele des Männer-Erstligisten Orosházi FKSE ist sie als Fotografin aktiv.

## Hallenhandball
Tóth spielte seit 2007 zunächst in den Jugendmannschaften von Szentendrei NKE. In der Saison 2008/09 (am 1. Mai 2009) debütierte sie in der ersten Mannschaft in der zweiten Liga bei einem Spiel gegen die zweite Mannschaft des Spitzenvereins Győri ETO KC. In den Saisonen 2014/15 und 2015/16 bestritt sie keine Spiele. Seit der Saison 2018/19 spielt sie für Budakalászi SC (BSC 1995 Budakalászi). Bis zum Ende der Saison 2019/20 bestritt Tóth 129 Zerit- und 39 Drittligaspiele in Ungarn sowie acht Spiele im Landespokal.

## Beachhandball

### Beachhandball international

#### Erste Phase
Tóth prägte über zehn Jahre den ungarischen Beachhandball mit, in dem die Nationalmannschaft zur Weltspitze gehört. An ihrem ersten internationalen Turnier nahm sie noch als 15-Jährige teil, den Weltmeisterschaften 2010 in Antalya, Türkei. Ungarn startete gut in das Turnier und schlug zunächst Spanien, danach Brasilien, jeweils im Shootout. Doch danach gab es Niederlagen gegen die Türkei, China und Norwegen. Als Vierte der Vorrunde kam Ungarn nur in die Trostrunde, in der Neuseeland und Japan geschlagen wurden, abschließend jedoch gegen Italien im Shootout verloren wurde. Gegen Italien wurde in den Platzierungsspielen um den siebten Platz gespielt und dieses Mal im Shootout gewonnen.
Die 2011 nahm sie mit der Juniorinnen-Nationalmannschaft zunächst an den Jugendeuropameisterschaften (U 19) in Umag, Kroatien teil und gewann mit ihrer Mannschaft den Titel. In den Europameisterschaften der Frauen 2011 an selber Stelle im direkten Anschluss an den Juniorinnen-Wettbewerb brachte sie eine ähnliche Leistung wie beim Turnier im Jahr zuvor. Nach einer Niederlage zum Auftakt gegen Norwegen konnte Ungarn alle fünf weiteren Spiele der Vorrunde gegen Dänemark, die Ukraine, die Türkei, Zypern und Griechenland gewinnen, wobei die Niederlage und die beiden ersten Siege jeweils bis ins Shootout gingen. Ungarn zog als Tabellenerster in die Hauptrunde ein, wo Polen und Spanien geschlagen wurden. Im Viertelfinale wurde jedoch gegen Italien im Shootout verloren. Nach erneuten Siegen gegen Polen und Spanien in den Platzierungsspielen belegte Ungarn am Ende den fünften Platz.
2012 begann mit den Jugendeuropameisterschaften 2012 in Batumi, wo die Ungarinnen erneut den Titel in der U-18-Klasse gewinnen konnten. Es folgten die Weltmeisterschaften 2012 in Maskat, Oman. Nach einem Auftaktsieg im Shootout gegen Polen folgte ein Sieg gegen Singapur. Der zweite Tag brachte Niederlagen gegen Brasilien und Norwegen. Zum Abschluss gelang ein Sieg über Thailand und der Einzug in die Hauptrunde als Tabellendritte. In der Hauptrunde gab es zunächst eine Niederlage gegen Dänemark, anschließend einen Sieg gegen Uruguay. Zum Abschluss der Hauptrunde gelang ein Sieg gegen Kroatien im Shootout. Als viertbestes Team der Hauptrunde zog Ungarn ins Halbfinale ein, wo erneut gegen Dänemark wie auch das Spiel gegen Norwegen um die Bronzemedaille in zwei Sätzen verloren wurde.
Den Europameisterschaften 2013 in Randers, Dänemark, waren erneut die Junioreneuropameisterschaften (U 19) an selber Stelle vorgeschaltet, an denen Tóth zum letzten Mal teilnahm und bei ihrer dritten Teilnahme den dritten Titel gewann. Einmal mehr gehörte sie zu den auffälligsten Spielerinnen. Im Finale erzielte sie mit 18 Punkten die meisten ihrer Mannschaft und war als Juniorin generell noch offensiver ausgerichtet als später als A-Spielerin. Auch die folgenden A-Europameisterschaften der Frauen waren für Tóth und Ungarn ein voller Erfolg. Schon in der Vorrunde wurden nacheinander Polen, Russland, Norwegen, Kroatien und die Ukraine geschlagen, wenn es auch gegen Norwegen und die Ukraine einen Shootout brauchte und dieser gegen Norwegen bis zum Endstand von 12:11 ging. Als Tabellenerste zogen die Ungarinnen in die Hauptrunde, wo es deutliche Siege gegen die Türkinnen und Spanierinnen gab. Als bislang einziges verlustpunktfreies Team zog Ungarn damit in das Viertelfinale ein, wo Italien deutlich besiegt wurde. Im Halbfinale wurde mit den Norwegerinnen einer der Angstgegner geschlagen. Auch im Finale traf man mit den Däninnen auf einen Angstgegner, dieses Mal konnte sich Ungarn in einem Shootout, der bis zum Endstand von 14:12 ging, durchsetzen und den ersten internationalen Titel in der Landesgeschichte in der Sportart sichern und blieb dabei im gesamten Turnierverlauf unbezwungen. Tóth gewann somit zwei Titel binnen einer Woche.
Ein weiterer Erfolg folgte bei den World Games 2013 in Cali, Kolumbien. In der Vorrunde unterlag die ungarische Nationalmannschaft Brasilien und schlug die Teams aus Tunesien und Kolumbien. Im Halbfinale traf Ungarn auf die Norwegerinnen, die dieses Mal erneut besiegt werden konnten. Im Finale unterlagen die Ungarinnen den Brasilianerinnen erst im Shootout. Ungarn erhielt zudem den Fair-Play-Preis.
Im Jahr darauf waren die Weltmeisterschaften 2014 in Recife, Brasilien, der Saisonhöhepunkt. Tóth gelang mit Ungarn am ersten Tag erneut ein idealer Start in das Turnier. Nachdem Thailand geschlagen werden konnte, wurde auch Argentinien besiegt. Am zweiten Tag wurden die Spanierinnen im Shootout besiegt. Der dritte Tag begann mit einem Sieg gegen die Ukraine. Erst im letzten Spiel gegen die Dänemark gab es die erste Turnierniederlage. Trotz der Niederlage zogen die Ungarinnen als Tabellenerste in die Hauptrunde ein. Dort wurden Italien und im Shootout Norwegen besiegt. Auch dieses Mal gab es erst beim letzten Spiel, nun gegen Brasilien, eine Niederlage. Als Tabellenzweite gingen die Ungarinnen in die Halbfinals, hier besiegten sie die Mannschaft der Ukraine in zwei Durchgängen. Im Finale gab es wie im Jahr zuvor bei den World Games eine Niederlage gegen die Brasilianerinnen. Ungarn erhielt erneut den Fair-Play-Preis.

#### Zweite Phase
Nachdem Tóth bei der erfolgreichen Titelverteidigung bei den Europameisterschaften 2015 nicht im ungarischen Aufgebot stand, gehörte sie diesem bei den Weltmeisterschaften 2016 wieder an, die im heimischen Budapest ausgetragen wurden. Ungarn startete mit einem Zwei-Satz-Sieg gegen Thailand in das Turnier und gewann noch am ersten Tag auch das zweite Spiel gegen Argentinien im Shootout. Der zweite Tag begann mit einem Sieg im Shootout über Australien, das zweite Spiel gegen Spanien wurde verloren. Im letzten Vorrundenspiel wurden die Italienerinnen bezwungen. Als zweitplatzierte Mannschaft zog Ungarn in die Hauptrunde ein, wo es gegen Norwegen und Brasilien jeweils im Shootout unterlag. Nur das letzte Spiel gegen Taiwan wurde gewonnen. Als Viertplatzierte zogen die Ungarinnen in das Halbfinale ein, unterlagen dort jedoch einmal mehr den Brasilianerinnen. Auch das Spiel um die Bronzemedaille ging gegen Norwegen im Shootout verloren.
Für die Europameisterschaften 2017 am Jarun-See in Kroatien wurde ein sehr junges ungarisches Nationalteam berufen, zu dem unter anderem auch Rebeka Benzsay und Csenge Braun gehörten, die im selben Jahr die Junioren-Weltmeisterschaften gewannen. Tóth gehörte wie schon zwei Jahre zuvor nicht zum Aufgebot. Für die Weltmeisterschaften 2018 war Ungarn erstmals seit den Weltmeisterschaften 2008 wie schon im Vorjahr für die World Games 2017 nicht qualifiziert.

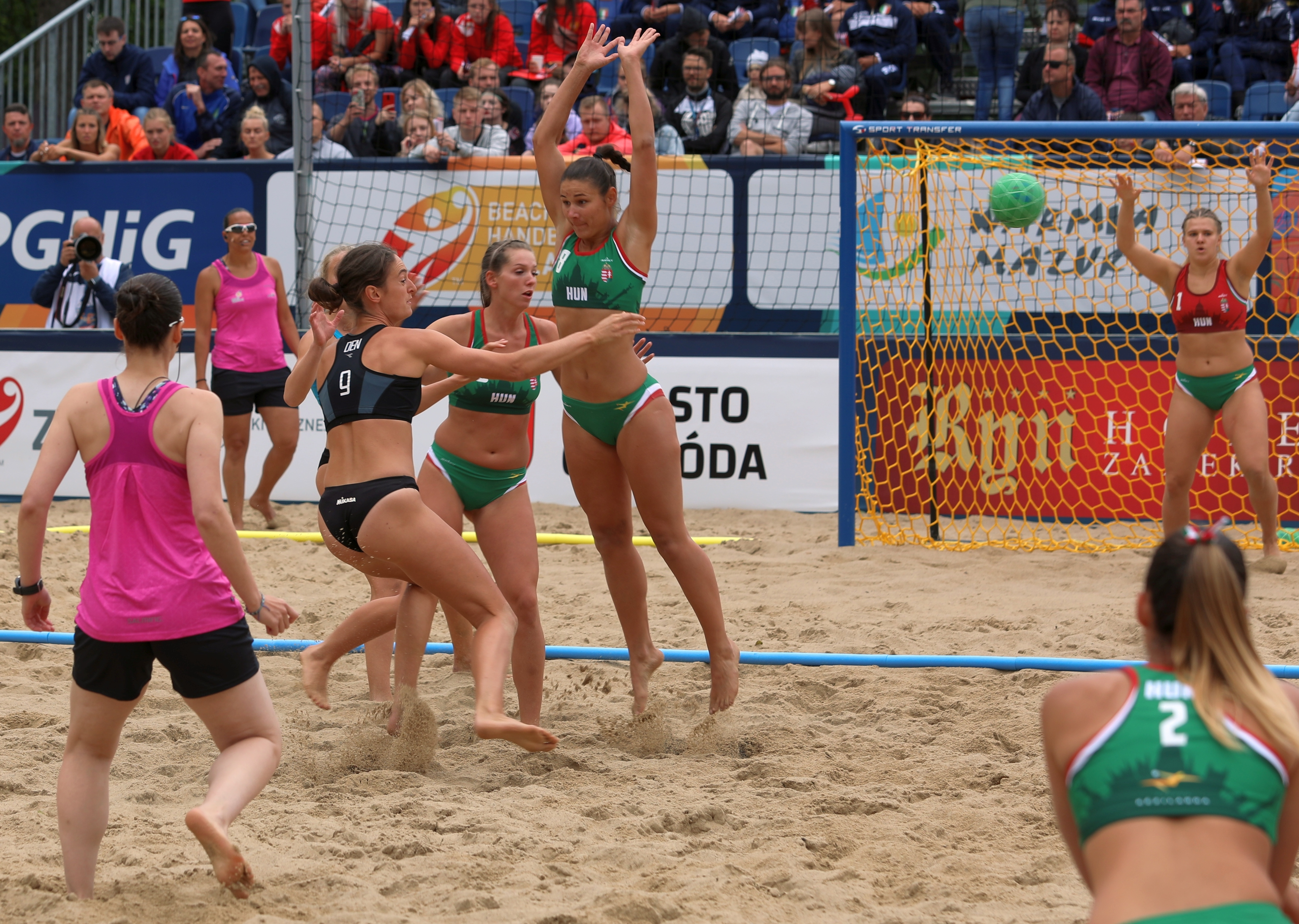
Toth (#8) und Evelin Speth (#10) verteidigen gegen Frederikke Lærke im Finale der Europameisterschaften 2019; im Tor Gréta Hadfi

Zum dritten Mal trat Tóth, mittlerweile Spielführerin der ungarischen Mannschaft, mit der ungarischen Nationalmannschaft bei Europameisterschaften Stare Jabłonki Europameisterschaften 2019 an, zweite Torhüterin war dieses Mal die von ihr in den U-Mannschaften betreute Gréta Hadfi. Auch Rebeka Benzsay, Csenge Braun, Réka Király und Gabriella Landi schafften nun die Sprung zur Mannschaftskameradin. Gegen Polen, Frankreich, Portugal und Zypern konnten alle Spiele der Vorrunde gewonnen werden. Weitaus weniger gut verliefen die Spiele der Hauptrunde. Alle drei Spiele gegen Kroatien, die Niederlande und Norwegen gingen verloren. Als Viertplatzierte der Hauptrunde konnte sich Ungarn gerade so in das Viertelfinale retten. Dort wurde Spanien im Shootout besiegt. Im Halbfinale gelang die Revanche gegen die Niederlande und Ungarn zog in das Finale gegen Dänemark ein. Dort wurde der erste Satz klar verloren. Im zweiten Durchgang hingegen war das Spiel sehr ausgeglichen. Sekunden vor Schluss gelang Rebeka Benzsay der Ausgleich für Ungarn. Während sich schon fast alle auf eine Fortsetzung des Durchgangs und ein Golden Goal eingestellt hatten, gelang Dänemark durch Ann Cecilie Møller mit einem letzten Angriff in der Schlusssekunde der Siegtreffer. Tóth kam in allen zehn Spielen zum Einsatz und erzielte fünf Punkte – drei davon allein im Hauptrundenspiel gegen Norwegen –, erhielt aber auch mit fünf Zeitstrafen eine relativ hohe Zahl und musste im Finale mit einer zweiten Zeitstrafe vorzeitig das Spiel beenden. Tóth wurde als beste Defensivspielerin des Turniers ausgezeichnet und damit in das All-Star-Team gewählt, während ihre Nationalmannschaftskollegin seit 2010, Ágnes Győri, als beste Torhüterin ausgezeichnet wurde.
Es folgten die World Beach Games 2019 in ar-Rayyan, Katar, für die sich Ungarn mit dem guten Abschneiden bei den Europameisterschaften qualifizieren konnte. Die IHF hatte in Tóth schon vor dem Turnier neben Specialist Renáta Csiki, der erfahrenen Torhüterin Ágnes Győri sowie der linken Flügelspielerin Fanni Friebesz eine der ungarischen Schlüsselspielerinnen ausgemacht. In der Vorrunde verlor Tóth mit der ungarischen Mannschaft gegen Brasilien, Argentinien und Dänemark, schlagen konnte sie die USA und Tunesien. Im Viertelfinale schlug Ungarn den Sieger der weiten Vorrundengruppe und amtierenden Weltmeister Griechenland in zwei engen Sätzen. Im Halbfinale traf Ungarn auf die Überraschungsmannschaft des Turniers, die Vietnamesinnen, die zuvor die amtierenden Sieger der Südamerikanischen Beachgames aus Argentinien schlagen konnten. Vietnam konnte deutlich geschlagen werden. Im Finale traf Ungarn einmal mehr auf Dänemark, das dieses Mal in zwei sehr knappen Durchgängen das Turnier für sich entscheiden konnte.

### Beachhandball auf Vereinsebene
National gewann Tóth mit der von János Gróz trainierten Mannschaft von Szentendrei NKE 2012, 2015, 2016, 2017, 2018 und 2020 die Titel bei den ungarischen Meisterschaften. 2018 und 2019 gewann sie zudem mit der Mannschaft den Beachhandball-Pokal. Mit Szentendrei gewann sie zudem 2015 und 2018 den EHF Beach Handball Champions Cup. 2016 und 2019 unterlag sie mit Szentendrei im Finale, 2017 wurde sie Dritte. 2018 wurde sie zur besten Verteidigerin des Turniers gekürt. Neben Fruzsina Kretz, die auch bei allen Erfolgen mit den ungarischen Nationalmannschaften an ihrer Seite war, ist sie damit die einzige Spielerin, die an allen nationalen wie internationalen Titeln und Erfolgen von Szentendrei NKE beteiligt war.

## Erfolge

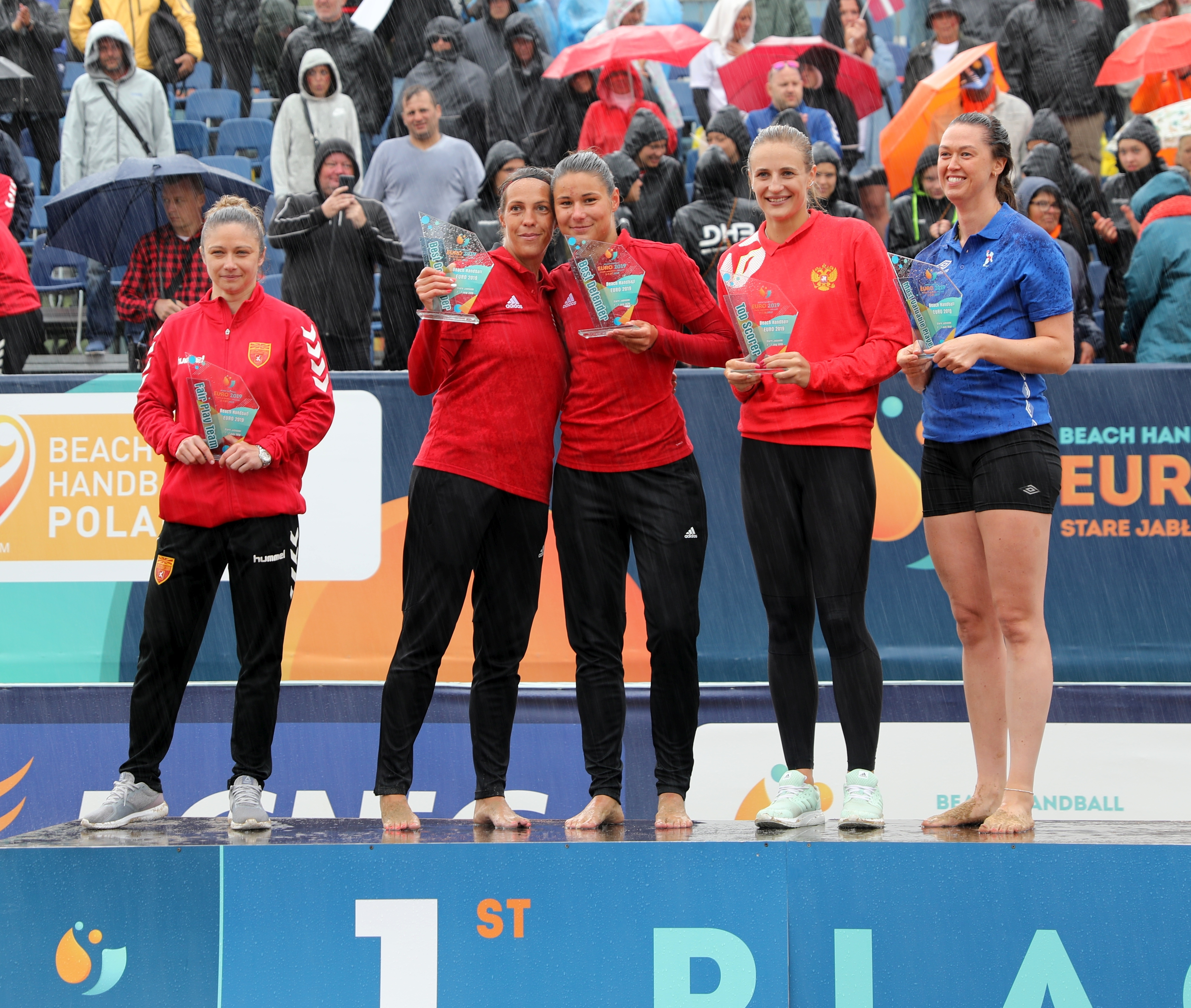
Tóth (Mitte) mit der Auszeichnung als beste Verteidigerin der Europameisterschaften 2019

| World-Games - 2013 World-Beach-Games - 2019 Beachhandball-Weltmeisterschaften - 2014 Beachhandball-Europameisterschaften - 2013 - 2019 Beachhandball-Jugend-/Junioreneuropameisterschaften - 2011 - 2012 - 2013 | Ungarische Beachhandball-Meisterschaften - 2012 - 2015 - 2016 - 2017 - 2018 - 2020 Ungarischer Beachhandball-Pokal - 2018 - 2019 | Beste Defensivspielerin/All-Star-Team - Beachhandball-Europameisterschaften 2019 - EHF Beach Handball Champions Cup 2018 |

## Einzelbelege
1. ↑  European Handball Federation - 2011 Women's ECh Beach Handball 19 / Final Tournament. Abgerufen am 17. November 2020 (englisch).
2. ↑  European Handball Federation - 2011 Women's ECh Beach Handball / Final Tournament. Abgerufen am 17. November 2020 (englisch).
3. ↑  European Handball Federation - 2012 Women's ECh Beach Handball 18 / Final Tournament. Abgerufen am 17. November 2020 (englisch).
4. ↑  European Handball Federation - 2013 Women's ECh Beach Handball 19 / Final Tournament. Abgerufen am 17. November 2020 (englisch).
5. ↑  Hungary European Champions in both U19 men and women – Timeout Magazine. Archiviert vom Original (nicht mehr online verfügbar) am 26. Oktober 2020; abgerufen am 5. Dezember 2020 (amerikanisches Englisch).
6. ↑  European Handball Federation - 2013 Women's ECh Beach Handball / Final Tournament. Abgerufen am 17. November 2020 (englisch).
7. ↑  All Stars of the 2013 World Games named | IHF. Abgerufen am 4. Dezember 2020.
8. ↑  Team Details Page | IHF. Abgerufen am 5. Dezember 2020.
9. ↑  European Handball Federation - 2019 Women's ECh Beach Handball / Final Tournament. Abgerufen am 18. November 2020 (englisch).
10. ↑  Team Details Page | IHF. Abgerufen am 7. Dezember 2020.
11. ↑  kézitörténelem.hu. Abgerufen am 5. Dezember 2020.
12. ↑  kézitörténelem.hu. Abgerufen am 5. Dezember 2020.
13. ↑  Ekaterinodar successfully defend title at Champions Cup. Abgerufen am 4. Dezember 2020 (englisch).
14. ↑  kézitörténelem.hu. Abgerufen am 5. Dezember 2020.
15. ↑  Hungary and Croatia reign supreme on the Italian sand. Abgerufen am 5. Dezember 2020 (englisch).

| Personendaten    | Personendaten                                                     |
| ---------------- | ----------------------------------------------------------------- |
| NAME             | Tóth, Emese                                                       |
| ALTERNATIVNAMEN  | Emese, Tóth (ungarisch); Tóth, Emese Szilvia (vollständiger Name) |
| KURZBESCHREIBUNG | ungarische Handball- und Beachhandballspielerin                   |
| GEBURTSDATUM     | 3. Oktober 1994                                                   |
| GEBURTSORT       | Szentendre                                                        |